# Càncer cervical
El càncer cervical és un tumor maligne en el coll uterí. La majoria de càncers cervical són de carcinoma escatós originades de l'epiteli escatós estratificat del cèrvix. Un segon tipus són originades en les cèl·lules epitelials glandulars, donant lloc a adenocarcinomes. Molt rarament el càncer de cèrvix té origen en altres tipus cel·lulars del cèrvix. La causa principal (un 70%) del desenvolupament de càncer cervical és la infecció pel virus del papil·loma humà. A Girona, la incidència percentual sobre el total de càncers és del 0,6%.
A Catalunya, té una taxa de supervivència a cinc anys al voltant del 72%. A Catalunya, les taxes de mortalitat (x 100.000 hab.; i en % sobre el total de càncers per sexe; estandarditzades segons sexe, 2018) són: 1,16 dones; 1,04% en dones.

## Estadis
La classificació de les etapes clíniques de l'evolució del carcinoma de cèrvix, a partir de la fase zero, que correspon al carcinoma in situ, són:
- Fase I: confinat al coll uterí.
- Fase II: S'estén més enllà del coll uterí, però no s'estén a la paret de la pelvis. Afecta a la vagina en la seva part superior, sense afectar el terci inferior.
- Fase III: S'estén a la paret de la pelvis, i al terci inferior.
- Fase IV: Pot infiltrar-se a la paret de la bufeta urinària i/o el recte; Aquesta fase inclou també metàstasis. En estats molt avançats, pot trobar-se metàstasis a ganglis limfàtics, vagina, bufeta urinària, parametri, pulmó, i cervell.

## Símptomes
Les primeres fases del càncer de cèrvix sol ser asimptomàtic.
- Sagnat vaginal
- Augment del flux vaginal
- Dolor en les relacions sexuals

En fases més avançades:
- Pèrdua de les ganes de menjar
- Pèrdua de pes
- Fatiga
- Dolor a la pelvis, espatlla, cames
- Sagnat vaginal abundant
- Fragilitat òssia

## Diagnòstic
Atès que en estadis poc avançats del càncer cervical no hi ha simptomatologia, la prova de Papanicolaou podrà donar un diagnòstic de càncer cervical. Aquesta prova es tracta d'un examen citològic on es recullen cèl·lules epitelials del coll uterí. Les cèl·lules recollides són analitzades per microscopia on s'estudia la seva morfologia.
La prova de Papanicolaou és recomanada de forma rutinària i periòdica en dones entre 18 i 65 anys. En cas de trobar cèl·lules de morfologia anormal, és recomanable repetir la prova, inspeccionar el cèrvix mitjançant una colposcòpia, i realitzar proves de detecció de DNA del virus del papil·loma humà.

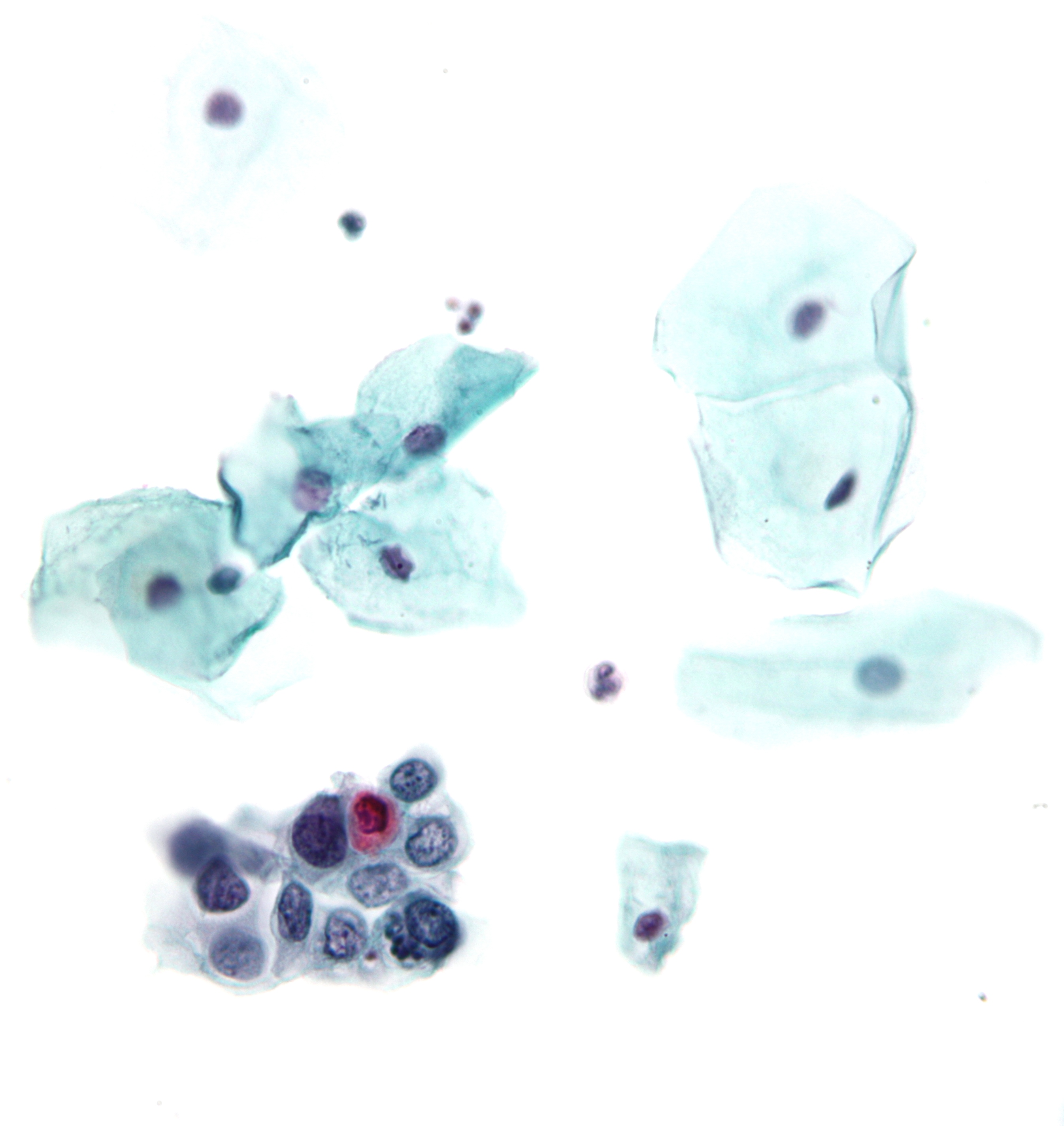
Micrografia d'una mostra cervical mostrant cèl·lules de morfologia abnormal (avall a l'esquerra)

## Tractament
Segons la fase de progressió del càncer el tractament variarà:
- Extirpació quirúrgica del càncer, o en estadis més estesos extirpació de tot el cèrvix, o de tot el coll uterí, l'úter (histerectomia), i d'altres teixits adjacents.
- Radioteràpia
- Quimioteràpia

El tractament de càncers en estats poc avançats tenen un alt índex d'èxit, pràcticament d'un 100%. A mesura que el càncer es troba estès l'índex d'èxit va baixant.

## Prevenció
- Vacuna del papil·lomavirus[7][8]
- Realització de la prova de Papanicolaou de forma regular
- Les relacions sexuals són la via de transmissió del papil·lomavirus[9]
- Vigilar la presència de berrugues genitals